# Van der Waals-egyenlet

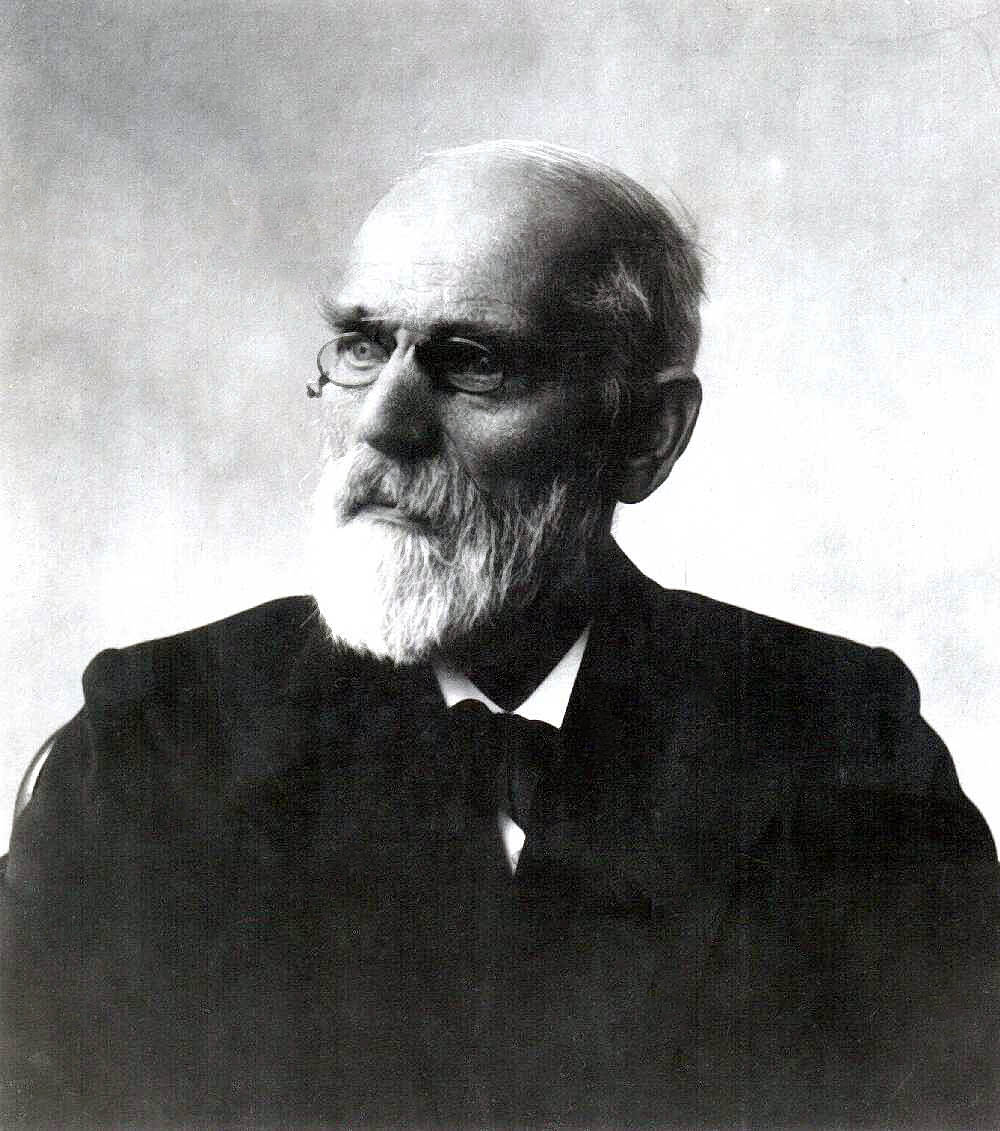
Johannes Diderik van der Waals (1837 – 1923)

A létező (reális) gázok tulajdonságai többé-kevésbé eltérnek az ideális gázok tulajdonságaitól. Az eltérés oka abból adódik egyrészt, hogy a gázatomok, -molekulák kölcsönösen vonzzák egymást – ún. van der Waals-erők működnek közöttük –, másrészt nem pontszerűek, van kiterjedésük, azaz saját térfogattal rendelkeznek.

## Nyomás- és térfogat-korrekció
Nem ismerünk olyan általános állapotegyenletet, amellyel kiszámítva egy állapotjelző értékét minden gázra megfelelő pontossággal megegyezne a kísérleti adattal. Johannes Diderik van der Waals 1873-ban elsőként vette figyelembe, hogy a reális gáz részecskéi vonzásából eredően a nyomás a/V2-tel kisebb, mint ha a gáz tökéletes volna. Ugyanakkor a gázrészecskék mozgására rendelkezésre álló térfogat kisebb a részecskék b saját térfogatával.

n mol anyagmennyiség esetén a nyomáskorrekció
{\displaystyle p+{\frac {n^{2}a}{V^{2}}}=p_{\rm {id}}}
illetve a térfogati korrekció
{\displaystyle V-nb=V_{\rm {id}}\ ,}
amely összefüggésben:
- p – a reális gáz nyomása (Pa)
- T – az abszolút hőmérséklet (K)
- V – a reális gáz térfogata (m3)
- n – az anyagmennyiség (mol)

a Van der Waals-állandók:
- a – a kohéziós erőkből eredő nyomáskorrekció mértéke (Pa·m6/mol2)
- b = {\displaystyle 4\cdot {\frac {4}{3}}\pi r^{3}N_{\mathrm {A} }} - a gázrészecskék saját fajlagos térfogatának a négyszerese (m3/mol).

Az a és a b anyagi minőségtől függő állandót Van der Waals-állandóknak nevezik.

## A van der Waals-egyenlet

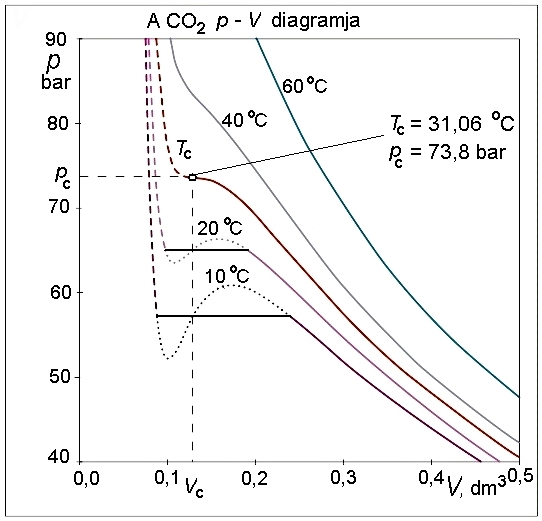
A CO_{2} p – V diagramja a van der Waals-egyenlet alapján különböző hőmérsékleten

Ha a fenti összefüggéseket behelyettesítjük a tökéletes gázokra érvényes általános gáztörvénybe, akkor 1 mol gázra a
{\displaystyle \left(p+{\frac {a}{V^{2}}}\right)\left(V-b\right)=RT}
n anyagmennyiség esetén pedig a:
{\displaystyle \left(p+{\frac {n^{2}a}{V^{2}}}\right)\left(V-nb\right)=nRT}
kifejezést kapjuk, amely a reális gázokra vonatkozó van der Waals-egyenlet.
Ha az összefüggésből kifejezzük a nyomást, az alábbi, viszonylag bonyolult összefüggéshez jutunk:
{\displaystyle p={\frac {RT}{V-b}}-{\frac {a}{V^{2}}}}
Elvégezve a kijelölt műveleteket és rendezve az egyenletet, a
{\displaystyle V^{3}-\left(b+{\frac {RT}{p}}\right)V^{2}+{\frac {a}{p}}V-{\frac {ab}{p}}=0}
kifejezésből látható, hogy a térfogatra nézve a függvény harmadfokú. Ez azt jelenti, hogy a függvénynek három gyöke van. Ez lehet három valós szám (kis hőmérsékleteknél), vagy egy valós szám és két komplex szám a gyök (nagyobb hőmérsékleteknél), mint a mellékelt ábra – a szén-dioxid p–V diagramjának – izotermáin is látható.

## Néhány gáz van der Waals-állandója
Néhány gázra a van der Waals-állandók a mellékelt táblázatban láthatók.
| Gáz                     | a [(kPa·dm6)/mol2] | b [dm3/mol] |
| ----------------------- | ------------------ | ----------- |
| Hélium (He)             | 3,45               | 0,0237      |
| Neon (Ne)               | 21,3               | 0,0171      |
| Argon (Ar)              | 136,3              | 0,0322      |
| Hidrogén (H2)           | 24,7               | 0,0266      |
| Nitrogén (N2)           | 140,8              | 0,0391      |
| Oxigén (O2)             | 137,8              | 0,0318      |
| Levegő (79% N2, 21% O2) | 135,8              | 0,0364      |
| Szén-dioxid (CO2)       | 363,7              | 0,0427      |
| Víz (H2O)               | 557,29             | 0,031       |
| Klór (Cl2)              | 657,4              | 0,0562      |
| Ammónia (NH3)           | 422,4              | 0,0371      |
| Metán (CH4)             | 225                | 0,0428      |

## A kritikus állapot
A kisebb hőmérsékletekhez tartozó izotermák esetén a görbéknek lokális minimuma és maximuma is van, ami azt jelentené, hogy a térfogat csökkenése adott viszonyok között nyomáscsökkenéssel jár, ami a gyakorlatban nem fordul elő. A reális gázok esetében viszont a gyakorlatban is megfigyelhető, hogy a térfogat csökkentése nem eredményez nyomásváltozást mindaddig, amíg a reális gáz (helyesebben a gőz) teljes mennyisége nem cseppfolyósodik. A p-V görbék e szakasza valóságban egyenes, nem pedig a harmadfokú görbének megfelelő.
A reális gáz anyagi minőségétől függően egy adott hőmérsékletnél (ezt nevezzük kritikus hőmérsékletnek, Tc) a harmadfokú görbének inflexiós pontja van, ennél nagyobb hőmérsékleten pedig egyre jobban közelíti a görbemenet a tökéletes gázokra vonatkozó Boyle–Mariotte-törvénynek megfelelő hiperbolát, a gáz állapota pedig a tökéletes gáz állapotát. A reális gázoknak e hőmérséklethez tartozó állapotát kritikus állapotnak, e hőmérséklet inflexiós pontjához tartozó nyomást és térfogatot pedig kritikus nyomásnak (pc) és kritikus térfogatnak (Vc) nevezzük.

## Kritikus adatok
Az alábbi táblázat gázok és illékony anyagok kritikus hőmérsékletét és kritikus nyomását adja meg, az ábra pedig bemutatja a víz sűrűségének a hőmérsékletfüggését zárt rendszerben, a kritikus állapotig.
| Anyag                   | Tc, K  | pc, bar |
| ----------------------- | ------ | ------- |
| Aceton (C3H6O)          | 508,1  | 47,0    |
| Ammónia (NH3)           | 405,5  | 113,5   |
| Argon (Ar)              | 150,8  | 48,7    |
| Benzol (C6H6)           | 562,2  | 48,9    |
| Bróm (Br2)              | 588,0  | 103,0   |
| i-bután (C4H10)         | 408,2  | 36,5    |
| n-Bután (C4H10)         | 425,2  | 38,0    |
| Ecetsav (C2H4O2)        | 592,7  | 57,9    |
| Etil-alkohol (C2H6O)    | 513,9  | 61,4    |
| Etilén (C2H4)           | 282,4  | 50,4    |
| Fluor (F2)              | 144,3  | 52,2    |
| Hélium (He)             | 5,2    | 2,3     |
| Hidrogén (H2)           | 33,0   | 12,9    |
| Hidrogén-fluorid (HF)   | 461,0  | 64,8    |
| Higany (Hg)             | 1765,0 | 1510    |
| Kén-dioxid (SO2)        | 430,8  | 78,8    |
| Kén-trioxid (SO3)       | 491,0  | 82,1    |
| Klór (Cl2)              | 416,9  | 79,8    |
| Metil-alkohol (CH4O)    | 512,6  | 80,9    |
| Metán (CH4)             | 190,4  | 46,0    |
| Nitrogén (N2)           | 126,2  | 33,9    |
| Oxigén (O2)             | 154,6  | 50,4    |
| Propán (C3H8)           | 369,8  | 42,5    |
| Szén-dioxid (CO2)       | 304,1  | 73,8    |
| Szén-monoxid (CO)       | 132,9  | 35,0    |
| Szén-tetrafluorid (CF4) | 227,6  | 37,4    |
| Szén-tetraklorid (CCl4) | 556,4  | 45,6    |
| Toluol (C7H8)           | 591,8  | 41,0    |
| Víz (H2O)               | 647,3  | 221,2   |
| Nehézvíz (D2O)          | 644,0  | 216,6   |
| Xenon (Xe)              | 289,7  | 58,4    |

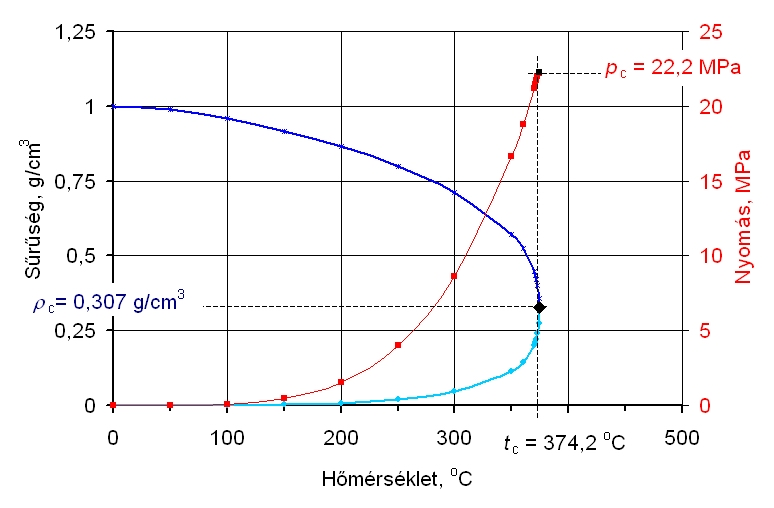
A víz sűrűségének hőmérsékletfüggése zárt rendszerben

A kritikus állapotjelzők segítségével definiáljuk az ún. redukált állapotjelzőket, amelyek segítségével megalkotható a redukált állapotegyenlet, s az alapján a megfelelő állapotok tétele.